# 艾德·卡西德
艾德·I·卡西德（英語：Edward I. Kasid，1923年8月13日—1989年11月3日），美国NBA联盟前职业篮球运动员。